# Hières-sur-Amby
Hieres-sur-Amby je francouzská obec, která se nachází v departementu Isère, v regionu Auvergne-Rhône-Alpes.

## Poloha
Rozloha obce je 8,73 km2. Nejvyšší bod je položen ve výšce 429 m n. m. a nejnižší bod 193 m n. m. Ve vzdálenosti zhruba 1,5 km od obce západním směrem protéká řeka Rhôna, při níž je postavena atomová elektrárna Centrale Nucléaire EDF du Bugey.

## Historie
Na území obce se nachází galské oppidum Larina, které mělo patřit galskému kmeni Allobrogů. Ve druhém století před naším letopočtem si toto území podmanili Římané a stalo se součástí provincie Gallia Narbonensis. Z tohoto období pochází nekropole Larina, kde se nyní nachází archeologický park.

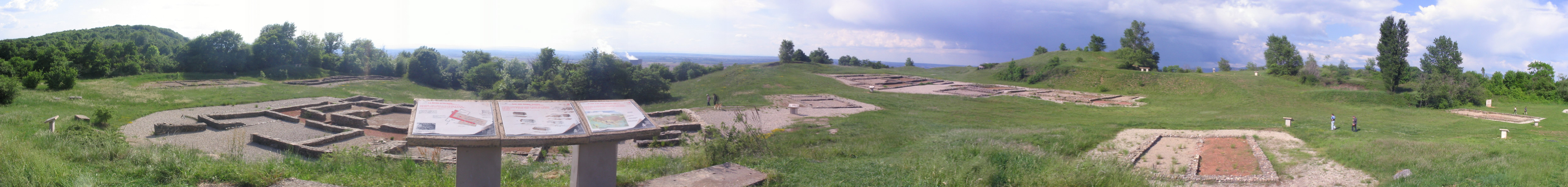
Panorama archeologického parku Larina

První zmínky o farnosti Hières pochází z roku 1291, kdy je uváděna na prodejní listině.

## Obyvatelstvo
Počet obyvatel obce je 1 175 (2011).
Následující graf zobrazuje vývoj počtu obyvatel v obci.